# Calle Santa Clara (Oviedo)
La calle Santa Clara es una vía pública de la ciudad española de Oviedo.

## Descripción
La vía nace de la calle de la Luna y llega hasta la confluencia de Alonso de Quintanilla con Foncalada, donde conecta con Caveda. Su nombre lo debe al convento de Santa Clara de la ciudad, construido en el siglo XIII. Aparece descrita en El libro de Oviedo (1887) de Fermín Canella y Secades con las siguientes palabras:

Santa Clara.—Lleva este nombre desde el siglo XIII cuando se fundó el convento de las Clarisas.—Ent.: Luna.—Conc.: Covadonga.
(Canella y Secades, 1887, p. 123)